# Seuil d'originalité
 (juin 2024).
Le seuil d'originalité est un concept juridique ayant trait au droit d'auteur : il s'agit de déterminer au cas par cas si une production peut ou ne peut pas être protégée en tant que création originale dans sa forme.

## Principe
La situation est la suivante : une personne qui produit quelque chose, et qui estime cette chose comme étant une création originale, choisit d'en éviter la dispersion à titre gratuit sous le couvert du droit d'auteur. Or, la condition d'application du droit d'auteur n'est pas automatique, elle ne se déclare pas de facto mais s'entreprend : par contrat ou dépôt de brevet, ou quelle qu'en soit la méthode, elle est en définitive soumise à une série de critères implicites et explicites, propres à chaque pays ou communauté de pays (quand celle-ci est placée sous un même régime afférent). En droit comparé, l'on peut dire que c'est la notion d'originalité qui prime. Mais cette notion n'est pas facile à apprécier d'un point de vue objectif. C'est ainsi qu'en droit allemand, seule l’œuvre originale dans la forme est susceptible de protection (eine persönliche geistige Schöpfung). En droit français, prime la notion de personnalité, d'individualité et de nouveauté. De plus, dans la plupart des systèmes juridiques, on ne peut pas protéger une idée, mais seulement une forme.
Aux États-Unis, c'est la notion de threshold of originality (« seuil d'originalité ») qui émerge depuis les années 1990, et ce, à mesure que les outils reprographiques et infographiques permettent de manière accélérée la production d'images ou d'objets. La jurisprudence américaine accumule de nombreux cas où s'illustre l’ambiguïté du seuil d'application du copyright : à titre d'exemple, le logo de la marque Sony a été considéré en droit américain comme non-éligible, car il est composé de simples lettres, lesquelles sont dessinées à partir de fontes de caractère disponibles partout. 
En France, le Code de la propriété intellectuelle ne pose pas de façon explicite la condition d'originalité, ni la définition de celle-ci. 
Aujourd'hui, sur Internet, la multiplication exponentielle d'images reproduites, retouchées, détourées, oblige le droit à s'adapter aux nouvelles conditions offertes par les technologies de communication ; le même raisonnement peut être appliqué aux textes. D'une manière générale, le droit d'auteur tend à devenir caduc au bout de 70 années révolues après la mort de l'auteur, mais de nombreuses exceptions existent. Sans parler du droit moral, lequel est réputé, en France par exemple, imprescriptible.
Il n'en demeure pas moins que le plagiat, l'oubli de citer l'auteur original, ou la simple reproduction non autorisée sur un support, peuvent entraîner des sanctions, quand bien même l'on estimerait que l’œuvre en question n'est pas originale. À cette appréciation d'ordre subjectif s'oppose, en cas de conflit, le droit, qui tente de manière objective de définir, ou de préciser, les conditions de l'originalité.